# Kamensko (żupania primorsko-gorska)
Kamensko – wieś w Chorwacji, w żupanii primorsko-gorskiej, w mieście Vrbovsko. W 2011 roku liczyła 4 mieszkańców.